# Chicago House (Luksor)
Chicago House - dom w Luksorze w Egipcie, wybudowany w 1931 roku. Jest bazą egiptologów, fotografów i rysowników z Uniwersytetu w Chicago, którzy od 1975 roku prowadzą drobiazgową rekonstrukcję ściennej dekoracji należących do zachowanej części świątyni w Luksorze. Chicago House dysponuje obszerną egiptologiczną biblioteką fachową liczącą 18,000 woluminów. Biblioteka ufundowana przez milionera Johna Davisona Rochefellera otrzymuje wszystkie najnowsze publikacje poświęcone egiptologii. Dom znajduje się w połowie drogi pomiędzy Luksorem a Karnakiem. Od wielu lat spotykają się w nim wszyscy członkowie międzynarodowych misji archeologicznych, jakie pracują w Tebach w kolejnych sezonach, od 15 października do 15 lipca.